# Grubenkarspitze
Grubenkarspitze – szczyt w paśmie Karwendel, w Alpach Wschodnich. Leży w Austrii, w kraju związkowym Tyrol, przy granicy z Niemcami.
Pierwszego wejścia, 16 sierpnia 1870 r., dokonał Hermann von Barth.